# تمپس
تمپست (به انگلیسی: Tempest) یک اسم رمز آژانس امنیت ملی آمریکا NSA است که مربوط به جاسوسی از سیستم‌های اطلاعاتی از طریق نشت سیگنال‌ها، شامل سیگنال‌های رادیویی ناخواسته یا سیگنال‌های الکتریکی، صوتی و ارتعاشات می‌شود. Tempest هم این روش‌های جاسوسی و هم راه‌کارهای محافظت از تجهیزات در مقابل این روش‌ها را پوشش می‌دهد. روش‌های حفاظت نیز به عنوان امنیت انتشار EMSEC شناخته می‌شوند، که یک زیرمجموعه از امنیت ارتباطات می‌باشد COMSEC.

روش‌های NSA برای جاسوسی از این طریق طبقه‌بندی شده است. اما برخی از استانداردهای حفاظتی توسط NSA یا DOD منتشر شده‌است. حفاظت از تجهیزات در مقابل جاسوسی بوسیلهٔ ایجاد فاصله، فیلترها، شیلدینگ و پوشش. استانداردهای Tempest مجموعه قواعدی است برای موارد مختلف مانند فاصله تجهیزات از دیوار، مقدار شیلد در ساختمان و تجهیزات، فاصله خطوط جدا از هم انتقال اطلاعات طبقه‌بندی شده و طبقه‌بندی نشده، فیلتر برای کابل‌ها و حتی فاصله و شیلد بین کابل‌ها و تجهیزات و لوله‌های ساختمان. نویز هم می‌تواند از اطلاعات بوسیلهٔ پوششی برای داده‌های واقعی حفاظت کند.

در حالی که Tempest بیشتر در مورد نشت امواج الکترومغناطیس می‌باشد، امواج صوتی و لرزش‌های مکانیکی را نیز در بر می‌گیرد. برای مثال ممکن است به منظور بدست آوردن کلمهٔ عبور یک کاربر از سنسور حرکت داخل گوشی هوشمند او استفاده کنند. سیگنال‌های حامل اطلاعات غیرعمدی که در صورت قطع و تجزیه و تحلیل ممکن است انتقال، دریافت، به‌کارگیری اطلاعات یا پردازش بوسیلهٔ هر تجهیز پردازشگر اطلاعات را فاش کند، به خطر افتادن از طریق انتشار تعریف می‌شود.

## استانداردها
بسیاری از جزئیات استانداردهای Tempest طبقه‌بندی شده است، اما برخی از آن‌ها عمومی است. در حال حاضر آمریکا و ناتو استانداردهای Tempest را در سه سطح برای نیازهای حفاظتی تعریف کرده‌اند.
- NATO SDIP-27 Level A یا USA NSTISSAM L1

"استاندارد لابراتوار تست امواج مخاطره‌آمیز"
این سختگیرانه‌ترین استاندارد برای دستگاه‌هایی است که در ناحیه NATO Zone 0 کار می‌کنند و فرض بر این است که مهاجم تقریباً به آن‌ها دسترسی فوری و نزدیک دارد. مثل اتاق مجاور یا فاصلهٔ یک متری.
- NATO SDIP-27 Level B یا USA NSTISSAM L2

"استاندارد لابراتوار تست برای تجهیزات محافظت شده"
این استاندارد که راحت‌تر از استاندارد قبلی است برای دستگاه‌هایی است که در ناحیه NATO Zone 1 قرار دارند و فرض بر این است که مهاجم نمی‌تواند کمتر از ۲۰ متر به آن‌ها نزدیک شود. (یا جایی که مصالح ساختمانی میرایی معادل همین فاصلهٔ خالی را ایجاد نمایند)
- NATO SDIP-27 Level C یا USA NSTISSAM L3

"استاندارد لابراتوار تست برای تجهیزات و سیستم‌های قابل حمل"
استاندارد بسیار راحت‌تری است برای دستگاه‌هایی که در ناحیه NATO Zone 2 قرار دارند که در آن‌ها مهاجم حدود ۱۰۰ متر با تجهیزات فاصله دارد. (یا معادل آن از نظر ساختمانی)
استانداردهای اضافه شده شامل:
- NATO SDIP-29

"نصب و راه‌اندازی تجهیزات الکتریکی برای پردازش اطلاعات طبقه‌بندی شده"
این استاندارد موارد مورد نیاز نصب و راه‌اندازی را تعریف می‌کند. به‌طور مثال فاصلهٔ بین کابل‌ها و زمین.
- AMSG 799B

"روش‌های ناحیه بندی NATO"
تعریف روش‌های اندازه‌گیری میرایی، که طبق آن اتاقهای فردی را در محیط‌های امنیتی می‌توان به نواحی ۰، ۱ و ۲ تقسیم نمود که این تقسیم‌بندی تعیین می‌کند چه تست حفاظتی برای برای تجهیزاتی که در حال پردازش اطلاعات طبقه‌بندی شده در اتاق‌ها هستند مورد نیاز است.

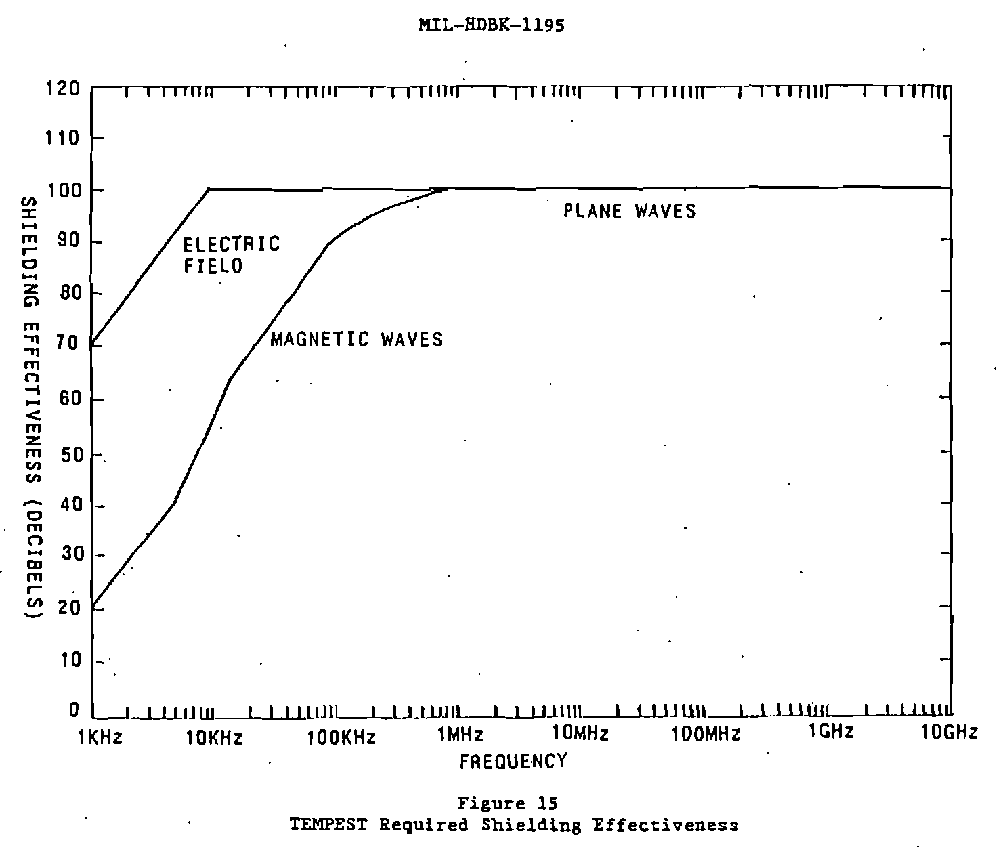
TEMPEST Shielding Requirements

NSA و وزارت دفاع آمریکا بعد از درخواستهایی که مبنی بر آزادی اطلاعات داده شد برخی از موارد Tempest را از طبقه‌بندی خارج کردند. نسخهٔ آمادهٔ چاپ مقدمات Tempest به نام NACSIM 5000 در سال ۲۰۰۰ عمومی شد. افزون بر این هنوز استاندارد NATO SDIP-27 دارای طبقه‌بندی می‌باشد.
با این وجود برخی از اسناد غیر محرمانه اطلاعاتی در مورد شیلدینگ لازم بوسیلهٔ استانداردهای Tempest را به ما می‌دهد. به‌طور مثال کتاب راهنمای نظامی ۱۱۹۵ شامل نموداری است که شیلدینگ مورد نیاز امواج الکترومغناطیس را برای فرکانس‌های مختلف نشان می‌دهد.
نیروی هوایی آمریکا تعداد کمی از استانداردهای اجباری امنیتی در مورد انتشار را منتشر کرده‌است:
- Instruction AFI 33-203 Vol 1, Emission Security
- Instruction AFI 33-203 Vol 3, EMSEC Countermeasures Reviews
- Instruction AFI 33-201 Vol 8, Protected Distributed Systems